# Giovanni Puggioni
Giovanni Puggioni (ur. 19 marca 1969 w Sassari) – włoski lekkoatleta specjalizujący się w krótkich biegach sprinterskich, uczestnik letnich igrzysk olimpijskich w Atlancie (1996).

## Sukcesy sportowe
- dwukrotny mistrz Włoch w biegu na 100 metrów – 1995, 1996[1]
- dwukrotny mistrz Włoch w biegu na 200 metrów – 1990, 1997
- halowy mistrz Włoch w biegu na 60 metrów – 1997[2]
- halowy mistrz Włoch w biegu na 200 metrów – 1991

| Rok  | Miasto   | Zawody                     | Konkurencja                      | Wynik         |
| ---- | -------- | -------------------------- | -------------------------------- | ------------- |
| 1995 | Göteborg | Mistrzostwa świata         | sztafeta 4 x 100 m               | brązowy medal |
| 1997 | Bari     | Igrzyska śródziemnomorskie | bieg na 200 m sztafeta 4 x 100 m | złoty medal   |

## Rekordy życiowe
- bieg na 60 metrów (hala) – 6,69 – Genua 22/02/1997
- bieg na 100 metrów – 10,36 – Cesenatico 01/07/1995
- bieg na 150 metrów – 15,17 – Nuoro 13/04/1997
- bieg na 200 metrów – 20,44 – Bari 17/06/1997
- bieg na 200 metrów (hala) – 21,09 – Genua 20/02/1991